# Bolęcin (Płońsk)
Pour les articles homonymes, voir Bolęcin.
Bolęcin (prononciation : [bɔˈlɛnt͡ɕin]) est un village polonais de la gmina de Sochocin dans le powiat de Płońsk de la voïvodie de Mazovie dans le centre-est de la Pologne.

## Histoire
De 1975 à 1998, le village appartenait administrativement à la voïvodie de Ciechanów.